# Hanakotoba
Hanakotoba (花言葉) est la forme japonaise du langage des fleurs qui permet d'exprimer symboliquement les émotions. 

## Fleurs et leur signification
| Nom japonais          | Romaji                 | Français                           | Signification                                                | Image |
| --------------------- | ---------------------- | ---------------------------------- | ------------------------------------------------------------ | ----- |
| アマリリス            | Amaririsu              | Amaryllis                          | Timidité                                                     |       |
| アネモネ              | Anemone                | Anémone (blanche)                  | Sincère                                                      |       |
| アムブロシアー        | Amuburoshiā            | Ambroisie                          | Pieux                                                        |       |
| シオン                | Shion                  | Aster tataricus                    | Souvenir                                                     |       |
| つつじ                | Tsutsuji               | Azalée                             | Patience ; modestie                                          |       |
| ブルーベル            | Burūberu               | Jacinthe                           | Reconnaissance                                               |       |
| カクタス              | Kakutasu               | Cactus                             | Convoitise ; sexe                                            |       |
| 赤椿                  | Aka Tsubaki            | Camélia (rouge)                    | Amoureux                                                     |       |
| 黄色い 椿             | Kiiroi Tsubaki         | Camélia (jaune)                    | Nostalgie                                                    |       |
| 白椿                  | Shiro Tsubaki          | Camélia (blanc)                    | Attente                                                      |       |
| カーネーション        | Kānēshon               | Œillet commun                      | Fascination ; distinction et amour                           |       |
| 桜                    | Sakura                 | Cerisier ornemental                | Gentillesse                                                  |       |
| 黄菊                  | Kigiku                 | Chrysanthemum (jaune)              | Impérial                                                     |       |
| 白菊                  | Shiragiku              | Chrysanthemum (blanc)              | Vérité                                                       |       |
| (四つ葉の) クローバー | (Yotsuba no) kurōbā    | Trèfle à quatre feuilles           | Chance                                                       |       |
| 水仙                  | Suisen                 | Narcisse                           | Respect                                                      |       |
| 天竺牡丹              | Tenjikubotan           | Dahlia                             | Bon goût                                                     |       |
| 雛菊                  | Hinagiku               | Pâquerette                         | Foi                                                          |       |
| エーデルワイス        | Ēderuwaisu             | Edelweiss                          | Courage ; pouvoir                                            |       |
| エリカ                | Erika                  | Erica                              | Solitude                                                     |       |
| 勿忘草                | Wasurenagusa           | Myosotis                           | Amour sincère                                                |       |
| フリージア            | Furījia                | Freesia                            | Enfantin ; immature                                          |       |
| 梔子                  | Kuchinashi             | Gardénia                           | Amour secret                                                 |       |
| 鷺草                  | Sagiso                 | Habenaria radiata                  | Mes pensées vous suivront dans vos rêves                     |       |
| ハイビースカス        | Haibīsukasu            | Hibiscus                           | Gentillesse                                                  |       |
| 忍冬                  | Suikazura              | Chèvrefeuille                      | Générosité                                                   |       |
| 紫陽花                | Ajisai                 | Hydrangea                          | Fierté                                                       |       |
| アイリス ; 菖蒲       | Ayame                  | Iris                               | Bonne nouvelle ; fidélité                                    |       |
| ジャスミン            | Jasumin                | Jasmin                             | Amical ; gracieux                                            |       |
| ラベンダー            | Rabendā                | Lavande                            | Fidèle                                                       |       |
| 白百合                | Shirayuri              | Lys (blanc)                        | Pureté ; chasteté                                            |       |
| 小百合                | Sayuri                 | Lys (orange)                       | Haine ; vengeance                                            |       |
| 百合                  | Suzuran ; yuri         | Muguet de mai                      | Douceur                                                      |       |
| 鬼百合                | Oniyuri                | Tiger Lily                         | Aisance                                                      |       |
| 彼岸花 ; 曼珠沙華     | Higanbana ; manjushage | Lycoris rouge (amaryllis du japon) | Ne jamais se rencontrer à nouveau ; mémoire perdue ; abandon |       |
| 蓮華                  | Renge                  | Lotus                              | Loin de celle qu'il aime ; pureté ; chasteté                 |       |
| マグノリア            | Magunoria              | Magnolia                           | Naturel                                                      |       |
| ヤドリギ ; ホーリー   | Yadorigi ; hōrii       | Gui ; ilex                         | Je suis là (célibataire et "libidineux/euse"[Quoi ?])        |       |
| 朝顔                  | Asagao                 | Belle de jour                      | Promesses volontaires                                        |       |
| 水仙                  | Suisen                 | Narcissus                          | Amour-propre                                                 |       |
| パンジー              | Panjī                  | Pensée des jardins.                | Réfléchi ; dévoué                                            |       |
| 牡丹                  | Botan                  | Pivoine                            | Courage                                                      |       |
| 雛芥子                | Hinageshi              | Coquelicot (rouge)                 | Aime s'amuser                                                |       |
| 芥子(白)              | Keshi (shiro)          | Coquelicot (blanc)                 | Enchanté                                                     |       |
| 芥子(黄)              | Keshi (ki)             | Coquelicot (jaune)                 | Succès                                                       |       |
| 桜草                  | Sakurasō               | Primerose                          | Désespéré                                                    |       |
| 紅薔薇                | Benibara               | Rose (rouge)                       | Amour ; amoureux                                             |       |
| 薔薇                  | Bara                   | Rose (blanche)                     | Innocence ; silence ; dévotion                               |       |
| 黄色薔薇              | Kiiroibara             | Rose (jaune)                       | Jalousie                                                     |       |
| 桃色薔薇              | Momoirobara            | Rose (rose)                        | Bonheur ; confiance                                          |       |
| スイートピー          | Suītopī                | Pois de senteur                    | Au revoir                                                    |       |
| チューリップ          | Chūrippu               | Tulipe (rouge)                     | Renommée; charité ; confiance                                |       |
| チューリップ          | Chūrippu               | Tulipe (jaune)                     | Amour non partagé                                            |       |
| 美女桜                | Bijozakura             | Verbena                            | Coopérant                                                    |       |
| 菫                    | Sumire                 | Violette                           | Honnêteté                                                    |       |
| 百日草                | Hyakunichisou          | Zinnia                             | Loyauté                                                      |       |

## Source de la traduction
- (en) Cet article est partiellement ou en totalité issu de l’article de Wikipédia en anglais intitulé « Hanakotoba » (voir la liste des auteurs).